# Kurşunlu, Sarayönü
Kurşunlu là một thị trấn thuộc huyện Sarayönü, tỉnh Konya, Thổ Nhĩ Kỳ. Dân số thời điểm năm 2011 là 1.153 người.